# Aecht Schlenkerla Rauchbier

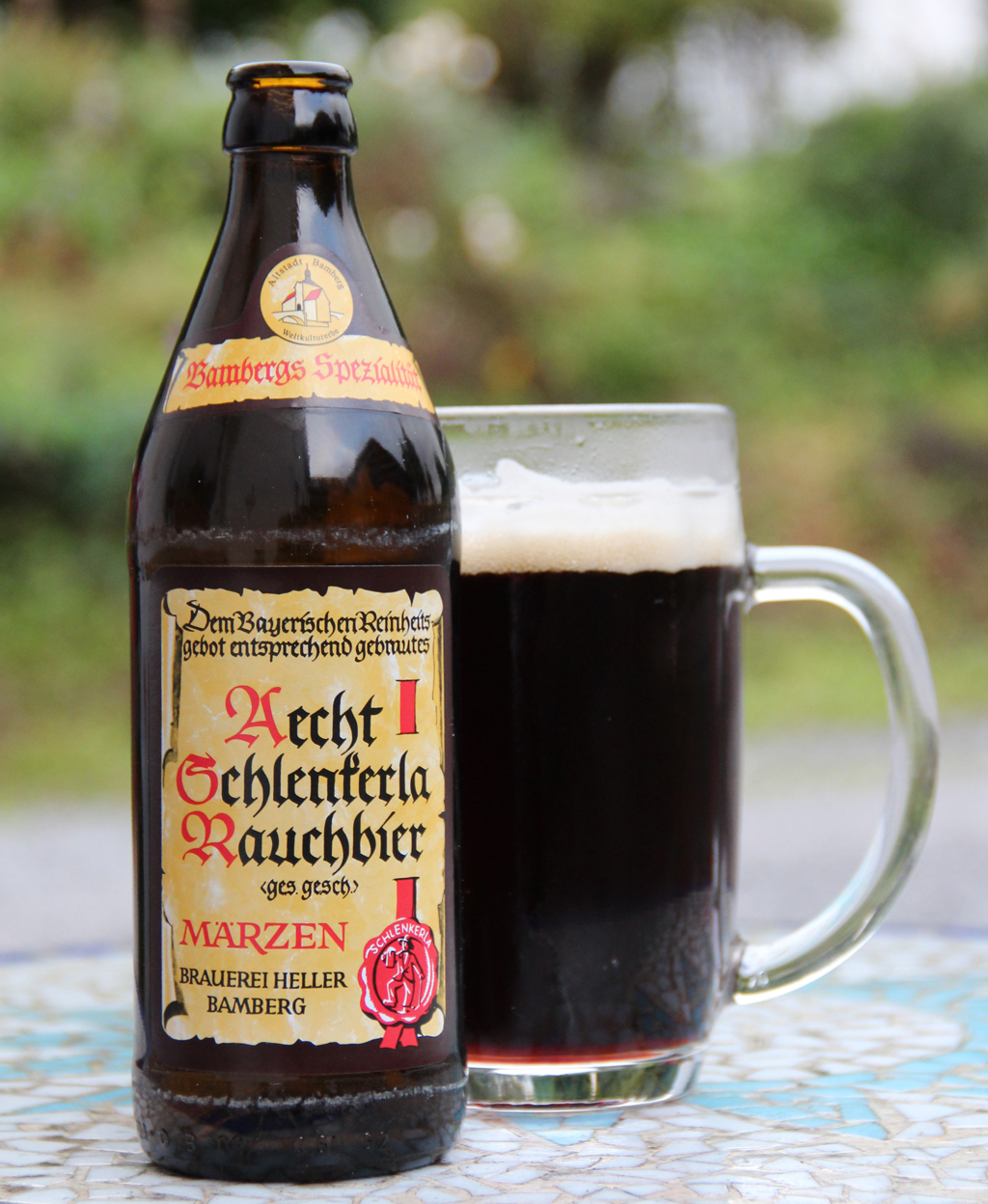

 (octobre 2020).
Si vous disposez d'ouvrages ou d'articles de référence ou si vous connaissez des sites web de qualité traitant du thème abordé ici, merci de compléter l'article en donnant les références utiles à sa vérifiabilité et en les liant à la section « Notes et références ».
L'Aecht Schlenkerla Rauchbier est une bière allemande de fermentation basse de type rauchbier. Fabriquée à Bamberg en Bavière, elle titre 5,1 % d'alcool.
Elle doit son nom à une brasserie située dans la partie historique de la ville — Zum Schlenkerla  —, mentionnée pour la première fois en 1405.